# Zofia Popiołek
Zofia Popiołek (ur. 20 czerwca 1952 w Lublinie) – polska administratywistka, posłanka na Sejm VII kadencji.

## Życiorys

### Wykształcenie i działalność zawodowa
W 1987 ukończyła studia z zakresu administracji na Wydziale Prawa i Administracji Uniwersytetu Marii Curie-Skłodowskiej. Została członkinią lubelskiego oddziału Stowarzyszenia Inżynierów i Techników Budownictwa. Pracowała w Wydziale Budownictwa, Urbanistyki i Architektury lubelskiego Urzędu Miejskiego oraz w Rejonowym Zarządzie Infrastruktury Wojskowej w Lublinie, później zajęła się doradztwem prawnym.

### Działalność publiczna
W wyborach do rad narodowych w 1988 została radną Miejskiej Rady Narodowej w Lublinie z okręgu Stare Miasto I z oficjalnym wynikiem 393 głosów. Od 1995 wybierana do rady dzielnicy (do 2006 rady osiedla) Stare Miasto. Pełniła tam kilkukrotnie funkcję przewodniczącej zarządu dzielnicy. W 2006 jako bezpartyjna kandydatka z ramienia PO ubiegała się o mandat radnej Lublina.
W 2011 wstąpiła do Ruchu Palikota. W wyborach parlamentarnych w tym samym roku kandydowała z 1. miejsca na liście tego ugrupowania w okręgu wyborczym nr 6 w Lublinie i uzyskała mandat poselski, otrzymując 18 752 głosy. W 2013, w wyniku przekształcenia Ruchu Palikota, została działaczką partii Twój Ruch. W wyborach do Parlamentu Europejskiego w 2014 bezskutecznie ubiegała się z listy Europy Plus o mandat w okręgu lubelskim, uzyskując 282 głosy. W wyborach samorządowych w tym samym roku otwierała listę TR do sejmiku województwa lubelskiego, jednak partia nie uzyskała mandatów. W marcu 2015, po rozpadzie klubu poselskiego TR, znalazła się w kole Ruch Palikota. W wyborach w 2015 nie uzyskała poselskiej reelekcji. Ponownie w tymże roku została radną dzielnicy Stare Miasto, utrzymała mandat też w 2019. Została pełnomocnikiem okręgu lubelskiego TR.